# Nordijska kombinacija
Nordijska kombinacija je zimski šport, pri katerem tekmovalci tekmujejo v smučarskem teku ter smučarskih skokih. Je priljubljen zimski šport predvsem v nordijskih in nekaterih alpskih državah (trenutno predvsem v Nemčiji in Avstriji).
Zimska tekmovanja potekajo pod okriljem FIS-a na vseh treh mednarodnih ravneh (pokal FIS, celinski pokal in svetovni pokal), poleti pa tekmovalci tekmujejo tudi v okviru poletne velike nagrade. Od leta 2014 pod okriljem FIS-a tekmujejo tudi dekleta oz. ženske.
Ženske trenutno tekmujejo le na normalnih skakalnicah, moški pa tako na normalnih kot na velikih skakalnicah. Mednarodna smučarska zveza si prizadeva, da bi moški tekmovali tudi na letalnicah, v pripravi je pravilnik, ki bo določal obliko tovrstnih tekmovanj.

## Zgodovina
Prvi zapisi o tekmovanjih v nordijski kombinaciji izvirajo iz Norveške, kjer se je šport razvil. Domneva se, da so norveški vojaki prirejali tekmovanja v nordijskem smučanju že od leta 1767. Prvo tekmovanje v smučanju, na katerem so lahko nastopali vsi, se je odvilo leta 1842 v Tromsu, vendar bolj popularna so začela postajati šele v 60. letih 19. stoletja.  Prvo večje tekmovanje v nordijski kombinaciji je potekalo leta 1892 v Oslu v okviru Smučarskega festivala v Holmenkollnu. Ta najstarejša prireditev v nordijski kombinaciji se vsako leto odvija še danes.
Nordijska kombinacija je ena športnih disciplin, v kateri potekajo tekmovanja vse od prvih zimskih olimpijskih iger v letu 1924, ki so takrat obenem veljala tudi za svetovno prvenstvo. Prvi olimpijski in svetovni prvak je Norvežan Thorleif Haug, ki je slavil v tekmovanju na veliki skakalnici in 18-kilometrskem teku. Od leta 1925 je tudi del svetovnega prvenstva v nordijskem smučanju, ki je takrat nastopilo kot samostojno mednarodno tekmovanje. Nordijska kombinacija je tudi ena od panog Svetovnega mladinskega prvenstva v nordijskem smučanju, ki se je prvič odvilo leta 1968. V okviru mladinskega prvenstva se je od leta 1968 do leta 1979 tekmovalo le v nordijski kombinaciji, leta 1979 pa so bila uvedena posebej tudi tekmovanja v smučarskih skokih in smučarskem teku.  
Leta 1983 je Mednarodna smučarska zveza prvič priredila svetovni pokal v nordijski kombinaciji. V sezoni 1983/84 se je odvilo sedem posamičnih tekmovanj v sedmih državah (Avstrija, Zahodna in Vzhodna Nemčija, Švedska, Finska, Norveška in Češkoslovaška), vsa so potekala po klasični Gundersenovi metodi. Že na prvem tekmovanju v avstrijskem Seefeldu se je zgodilo, da sta tekmo ex aequo zmagala dva tekmovalca, in sicer Uwe Dotzauer (NDR) in Kerry Lynch (ZDA). V skupnem seštevku svetovnega pokala je kot pri slavil Norvežan Tom Sandberg, v pokalu narodov pa Norveška. Od sezone 1990/91 Mednarodna smučarska zveza organizira tudi celinski pokal v nordijski kombinaciji (do leta 2008 imenovan svetovni pokal B), od leta 1999 pa tudi pokal FIS. Splošnejša uporaba plastične podlage na skakalnicah in tekaških rolk za poletne treninge je leta 2000 omogočila uvedbo poletne velike nagrade v nordijski kombinaciji.
Nordijska kombinacija se razvija in spreminja vzporedno s panogama, ki jo sestavljata, torej smučarskimi skoki in tekom na smučeh. V začetkih se je v tekaškem delu uporabljal le klasični slog, sčasoma pa se je, podobno kot v teku na smučeh, uveljavila tudi drsalna tehnika, ki je zdaj edina, ki jo uporabljajo nordijski kombinatorci. Tudi v skakalnem delu nordijske kombinacije je bil do konca 80. let v uporabi le paralelni slog, ki ga je nato izpodrinil V-slog. Pri ocenjevanju skoka pa veljajo ista pravila kot pri smučarskih skokih, in sicer končno oceno sestavljajo točke za daljavo, sodniške ocene sloga ter odbitek oz. pribitek zaradi vetra in/ali zaletnega mesta.

### Najboljši vseh časov
Ker se je nordijska kombinacija razvila na Norveškem, so bili Norvežani pričakovano najbolj uspešni na mednarodnih tekmovanjih. Na prvih štirih olimpijskih igrah so norveški nordijski kombinatorci zasedali celoten oder za zmagovalce. Sčasoma so vse bolj uspešni postali tudi tekmovalci iz drugih držav. Trenutno (2021) je najbolj uspešen tekmovalec vseh časov Nemec Eric Frenzel, ki v svoji zbirki ima skupno 20 medalj posamičnih in ekipnih tekem, od tega skupno 6 medalj olimpijskih iger in 14 medalj svetovnih prvenstev. Frenzel je tudi rekorder po številu zmag v skupnem seštevku svetovnega pokala. Veliki kristalni globus je dvigoval petkrat zapored, in sicer v sezonah 2012/13, 2013/14, 2014/15, 2015/16 in 2016/17. V svetovnem pokalu je do zdaj 83-krat stal na odru za zmagovalce, od tega 43-krat kot zmagovalec, ta dosežka pa ga uvrščata na drugo mesto po številu stopničk v svetovnem pokalu ter na tretje mesto po številu zmag. Največkrat je na stopničkah stal Finec Hannu Manninen, kar 90-krat, od tega pa je 48-krat zmagal, kar ga uvršča na drugo mesto po številu zmag. Ob zaključku sezone 2021/2022 ga je v tem seštevku prehitel Norvežan Jarl Magnus Riiber, ki ima do zdaj 49 zmag v svetovnem pokalu. Rekorder po številu točk svetovnega pokala doseženih v eni sezoni je Nemec Ronny Ackerman, ki je v sezoni 2001/02 osvojil skupno 2.110 točk.

## Potek tekmovanj
Na vsakem tekmovanju se točke za skok štejejo po načelih, ki veljajo za svetovni pokal v smučarskih skokih, torej K-točka prinaša 60 točk, vsak meter manj ali več pa 1,8 točke na veliki skakalnici oz. 2,0 točki na normalni, upoštevajo se tri izmed petih sodnikovih ocen za slog, vetrovni pribitek oz. odbitek ter točke zaradi sprememb zaletnega mesta. Športniki ponavadi tekmujejo v eni seriji smučarskih skokov, ki ji sledi še zasledovalni tek na smučeh (z izjemo skupinskega starta), vendar obstajajo različne formule oz. načini izvedbe tekmovanj.

### Individualna tekmovanja

#### Gundersen
Modificirana Gundersenova formula je najpogostejša oblika individualnih tekmovanj v nordijski kombinaciji, ki je v rabi od sezone 2008/09. Eni seriji smučarskih skokov sledi 10-kilometrski (moški) oz. 5-kilometrski (ženske) tek na smučeh. Točke, ki jih tekmovalci pridobijo po prvem, skakalnem, delu tekmovanja se preračunajo v časovni zaostanek za vodilnim po skokih. Po trenutno veljavnem pravilniku 15 točk razlike po skoku pomeni 1 minuto zaostanka v teku oz. 1 točka razlike po skoku pomeni 4 sekunde zaostanka v teku. K tekaški preizkušnji tekmovalci pristopajo v zaporedju in s časovnimi zaostanki, ki se oblikujejo po skakalnem delu tekmovanja. Zmagovalec je tisti, ki je prvi za ciljno črto. V primeru, ko sta na cilju istočasno dva tekmovalca, odloča photo finish.
Modificirana Gundersenova formula je nastala iz združenja klasične Gundersenove formule (glej spodaj) in sprinta, ki je obsegal eno serijo skokov in 7,5-kilometrski tek na smučeh, trenutno pa se ga ne uporablja več kot povsem samostojne oblike tekmovanja, je pa nadomestil prolog v okviru Nordic Combined Triple.

##### Klasična Gundersenova formula
Prvotna oblika tekmovanja, ki si jo je v 80. letih zamislil Gunder Gundersen, je obsegala dve seriji smučarskih skokov ter 15-kilometrski tek na smučeh.
Njena uvedba je bila prava revolucija v nordijski kombinaciji, saj je popolnoma preoblikovala potek tekmovanj. Pred tem je bila na vrsti najprej tekaška preizkušnja, ki so ji sledili smučarski skoki, vendar ponavadi so bile časovne razlike po teku tako velike, da jih ni bilo mogoče nadoknaditi v skakalnem delu, zato tovrstna tekmovanja niso bila zanimiva za gledalce. Trenutno se klasična Gundersenova formula (2 skoka in 15 km teka) uporablja le ob zaključku sezone svetovnega pokala, takrat je do nastopa upravičenih trideset najboljših tekmovalcev v skupnem seštevku svetovnega pokala. Do leta 2020 se je uporabljala tudi ob zaključku turneje Nordic Combined Triple.

#### Skupinski start
Včasih (neuradno) imenovan tudi obrnjen Gundersen. Edina oblika tekmovanja, v kateri se tekmovalci najprej borijo na tekaški progi, dolgi 10 kilometrov (moški) oz. 5 kilometrov (ženske), vsi tekmovalci se na progo podajo istočasno. Nato se časovne razlike (zaokrožene na polne sekunde) po tekaškem delu po Gundersenovi formuli (1 minuta = 15 točk oz. 4 sekunde = 1 točka) preračunavajo v točke, in sicer zmagovalec teka dobi 0 točk, ostali pa minus točke. Tekmovalci k skakalnemu delu (ena serija) pristopajo v zaporedju, ki se oblikuje po tekaškem delu, in sicer zmagovalec teka nastopa kot zadnji skakalec. Od točk, ki jih tekmovalci dobijo po skoku, se odštevajo minus točke iz tekaškega dela. Zmagovalec je tisti, ki po zaključku skakalnega dela tekmovanja doseže največ točk. 
V zadnjem času redkeje rabljena formula – v svetovnem pokalu za moške je bil skupinski start nazadnje izveden decembra 2018 v Lillehammerju (Norveška), v svetovnem pokalu za ženske pa januarja 2022 v Val di Fiemme (Italija). Skupinski start je bil za oba spola načrtovan tudi decembra 2021 v Otepää (Estonija), vendar je bil zaradi slabih vremenskih razmer spremenjen v Gundersenovo formulo. V koledarju za sezono 2022/2023 je predviden trikrat za moške in enkrat za ženske.

### Ekipna tekmovanja

#### Gundersen
Gundersenova formula se uporablja tudi med ekipnimi tekmovanji. Štirje tekmovalci iz vsake ekipe se najprej borijo v eni seriji smučarskih skokov. Razlike v točkah se preračunavajo v časovni zaostanek, in sicer tako, da 45 točk razlike pomeni 1 minuto zaostanka cele ekipe. Sledi štafeta 4 x 5 kilometrov, in sicer se po vsakih petih kilometrih tekmovalci menjajo v zato pripravljeni menjalni coni. Zmaga ekipa, ki je prva na cilju.
Tekmovalec, ki je bil med skakalnim delom diskvalificiran ali ni nastopil, dobi 0 točk, a se še vedno lahko udeleži tekaškega dela tekmovanja. Zaporedje tekmovalcev v eni ekipi se lahko razlikuje med skakalnim in tekaškim delom, npr. tisti, ki na skakalnici nastopa v prvi skupini, lahko v teku nastopa v tretji skupini itn.

#### Ekipni sprint
V ekipnem sprintu za vsako ekipo nastopata dva tekmovalca. Prav tako kot pri Gundersenovi metodi eni seriji smučarskih skokov sledi tekaška preizkušnja, na kateri tekmovalci nastopajo glede na časovne razlike, izračunane po skokih, in sicer tako, da 30 točk razlike pomeni 1 minuto zaostanka cele ekipe. Oba tekmovalca tečeta na razdalji 7,5 kilometra, kar pomeni pet krogov po 1,5 km. Tekmovalca se po vsakem 1,5-kilometrskem krogu med seboj menjata v zato pripravljeni menjalni coni. Zmaga ekipa, ki je prva na cilju. Po štirih odtečenih krogih se lahko začne izločevanje, torej ekipa, ki jo prehiti trenutno vodilni tekač, mora odstopiti.

#### Mešana ekipa
Mešana ekipna tekmovanja so prvotno potekala le v sklopu svetovnega mladinskega prvenstva. V sklopu svetovnega pokala je bilo prvič izvedeno januarja 2021 v Val di Fiemme (Italija), tekmo so dobili Norvežani. Mešano ekipno tekmovanje je potrjeno tudi v programu svetovnega prvenstva, ki ga bo leta 2023 gostila Planica. V prvi in četrti skupini tako v skakalnem kot v tekaškem delu nastopajo moški, v drugi in tretji skupini ženske. Možne so spremembe zaporedja tekmovalcev med deloma, npr. skakalec, ki je skakal v prvi skupini, lahko teče v četrti. Eni seriji smučarskih skokov sledi tekaška preizkušnja, na kateri tekmovalci nastopajo glede na časovne razlike, izračunane po skokih. Cela ekipa preteče skupno 15 km, od tega moški po 5 km vsak in ženske po 2,5 km vsaka. Po tem, ko tekmovalec oz. tekmovalka v celoti preteče zanj predvideno razdaljo, se tekmovalci menjajo v zato pripravljeni menjalni coni. Zmaga ekipa, ki je prva na cilju.

## Nordic Combined Triple (t. i.kombinatorski trojček)
Tekmovanje z imenom Nordic Combined Triple poteka od sezone 2013/14 v okviru svetovnega pokala. Gre za tridnevno tekmovanje v treh različnih formulah, ki po prestižnosti odgovarja skakalni novoletni turneji oz. tekaški turneji Tour de Ski. Zmagovalci kombinatorskega trojčka dobijo posebno denarno nagrado. Tekmovanje vedno poteka v Seefeldu (Tirolska), z izjemo leta 2019, ko je Seefeld gostil svetovno prvenstvo v nordijskem smučanju. Takrat je tekmovanje Nordic Combined Triple gostil Chaux-Neuve (Francija).
Prvi dan se tekmovalci merijo v t. i. prologu, ki ga sestavljata en skok in 7,5-kilometrski tek. Ta dan so do nastopa upravičeni vsi prijavljeni tekmovalci. Drugi dan poteka tekmovanje po navadni modificirani Gundersenovi formuli (en skok in 10-kilometrski tek), ki se ga lahko udeleži 50 najboljših tekmovalcev iz prologa. Tretji dan se 50 najboljših tekmovalcev po dveh dneh tekmovanja pomeri v eni seriji smučarskih skokov in 12,5-kilometrskem teku na smučeh. Zmagovalec je tisti, ki v vseh treh tekmovanjih doseže največ točk oz. tretji dan tekmovanja kot prvi prestopi ciljno črto.
Tekmovalci po vsakem dnevu prejemajo fiksne točke, ki jih v obliki prednosti prenašajo na naslednji tekmovalni dan. Fiksne točke prejema 15 najboljših dneva, Točkovanje podrobneje prikazuje tabela:
| Reultat                       | 1   | 2   | 3   | 4   | 5   | 6   | 7   | 8   | 9   | 10  | 11  | 12  | 13  | 14  | 15  |
| ----------------------------- | --- | --- | --- | --- | --- | --- | --- | --- | --- | --- | --- | --- | --- | --- | --- |
| Točkovna prednost             | 6,2 | 5,2 | 4,5 | 3,7 | 3,0 | 2,5 | 2,2 | 2,0 | 1,7 | 1,5 | 1,2 | 1,0 | 0,8 | 0,5 | 0,2 |
| Časovna prednost (v sekundah) | 25  | 21  | 18  | 15  | 12  | 10  | 9   | 8   | 7   | 6   | 5   | 4   | 3   | 2   | 1   |

Tekmovanja v okviru Nordic Combined Triple se vštevajo k skupnemu seštevku svetovnega pokala, vendar na ta način, da se prvi in drugi dan tekmovanja dodelijo polovične točke (npr. zmagovalec dneva dobi 50 namesto 100 točk), zadnji dan pa se dodelijo dvojne točke (npr. zmagovalec dneva dobi 200 namesto 100 točk). Točkovanje podrobneje prikazuje tabela:
|            | 1   | 2   | 3   | 4   | 5  | 6  | 7  | 8  | 9  | 10 | 11 | 12 | 13 | 14 | 15 | 16 | 17 | 18 | 19 | 20 | 21 | 22 | 23 | 24 | 25 | 26 | 27 | 28 | 29 | 30 |
| ---------- | --- | --- | --- | --- | -- | -- | -- | -- | -- | -- | -- | -- | -- | -- | -- | -- | -- | -- | -- | -- | -- | -- | -- | -- | -- | -- | -- | -- | -- | -- |
| Prvi dan   | 50  | 40  | 30  | 25  | 23 | 20 | 18 | 16 | 15 | 13 | 12 | 11 | 10 | 9  | 8  | 8  | 7  | 7  | 6  | 6  | 5  | 5  | 4  | 4  | 3  | 3  | 2  | 2  | 1  | 1  |
| Drugi dan  | 50  | 40  | 30  | 25  | 23 | 20 | 18 | 16 | 15 | 13 | 12 | 11 | 10 | 9  | 8  | 8  | 7  | 7  | 6  | 6  | 5  | 5  | 4  | 4  | 3  | 3  | 2  | 2  | 1  | 1  |
| Tretji dan | 200 | 160 | 120 | 100 | 90 | 80 | 72 | 64 | 58 | 52 | 48 | 44 | 40 | 36 | 32 | 30 | 29 | 26 | 24 | 22 | 20 | 18 | 16 | 14 | 12 | 10 | 8  | 6  | 4  | 2  |

### Prejšnja pravila
V začetkih turneje je pravico nastopa v zadnjem tekmovanju imelo le 30 najboljših po prvih dveh dneh. Za zaključek kombinatorskega trojčka se je uporabljala klasična Gundersenova formula, in sicer dve seriji smučarskih skokov in 15-kilometrski tek na smučeh. Od leta 2020 so se tretji dan tekmovalci merili le v eni seriji skakalne preizkušnje, ki ji je sledil 15-kilometrski tek na smučeh, tekmovanja se je lahko udeležilo 40 najboljših tekmovalcev po dveh dneh. Spremenila so se tudi pravila glede prologa oz. prvega dneva tekmovanja. Prolog poleg ene serije skokov je sestavljal 5-kilometrski tek, razdalja je bila nato podaljšana.
Prav tako se je spreminjal tudi sistem točkovanja v okviru turneje. Pred uvedbo fiksnih točk so se med posameznimi dnevi tekmovanj upoštevali točkovni oz. časovni zaostanki po prejšnjem dnevu tekmovanja v obliki minus točk pred naslednjim skakalnim delom – zmagovalec prvega dne je dobil 0 točk, ostali pa ustrezno točke, izračunane na podlagi časovnih zaostankov po Gundersenovi formuli (1 minuta = 15 točk oz. 4 sekunde = 1 točka).  

## Trenutni nosilci pomembnejših naslovov

### Moški
- Olimpijski prvak (Peking 2022), normalna skakalnica/10 km:  Vinzenz Geiger
- Olimpijski prvak (Peking 2022), velika skakalnica/10 km:  Jørgen Graabak
- Olimpijski prvaki (Peking 2022), velika skakalnica/4 x 5 km:   Norveška (Espen Bjørnstad, Espen Andersen, Jens Lurås Oftebro, Jørgen Gråbak)
- Svetovni prvak (Planica 2023), normalna skakalnica/10 km:  Jarl Magnus Riiber
- Svetovni prvaki, mešana ekipa (Planica 2023), normalna skakalnica/5 km - 2,5 km - 2,5 km - 5km:  Norveška (Jens Lurås Oftebro, Ida Marie Hagen, Gyda Westvold Hansen, Jarl Magnus Riiber)
- Svetovni prvak (Planica 2023), velika skakalnica/10 km:  Jarl Magnus Riiber
- Svetovni prvaki (Planica 2023), velika skakalnica/4 x 5 km:   Norveška (Espen Andersen, Jens Lurås Oftebro, Jørgen Gråbak, Jarl Magnus Riiber)
- Svetovnia prvaka (Oberstdorf 2021), velika skakalnica/2 x 7,5 km:  Avstrija (Johannes Lamparter, Lukas Greiderer)
- Svetovni mladinski prvak (Whistler 2023), normalna skakalnica/10 km:  Iacopo Bortolas
- Svetovni mladinski prvaki (Whistler 2023), normalna skakalnica/4 x 5 km:  Nemčija (Richard Stenzel, Pepe Schula, Benedikt Graebert, Tristan Sommerfeldt)
- Svetovni mladinski prvaki, mešana ekipa (Whistler 2023), normalna skakalnica/5 km - 2,5 km - 2,5 km - 5km:  Avstrija (Kilian Guetl, Lisa Hirner, Annalena Slamik, Paul Walcher)
- Zmagovalec svetovnega pokala v sezoni 2021/22:  Jarl Magnus Riiber

### Ženske
- Svetovna prvakinja (Planica 2023), normalna skakalnica/5 km:  Gyda Westvold Hansen
- Svetovni prvaki, mešana ekipa (Planica 2023), normalna skakalnica/5 km - 2,5 km - 2,5 km - 5km:  Norveška (Jens Lurås Oftebro, Ida Marie Hagen, Gyda Westvold Hansen, Jarl Magnus Riiber)
- Svetovna mladinska prvakinja (Whistler 2023), normalna skakalnica/5 km:  Annika Sieff
- Svetovni mladinski prvaki, mešana ekipa (Whistler 2023), normalna skakalnica/5 km - 2,5 km - 2,5 km - 5km:  Avstrija (Kilian Guetl, Lisa Hirner, Annalena Slamik, Paul Walcher)
- Zmagovalka svetovnega pokala v sezoni 2022/23:  Gyda Westvold Hansen

## Ženske v nordijski kombinaciji
Od leta 2014 smo lahko priča konstantnemu razvoju ženskih tekmovanj v nordijski kombinaciji. Prelomnica je bila uvrstitev ženskih smučarskih skokov v program olimpijskih iger v Sočiju, saj se je s tem povečal interes tudi za ženska tekmovanja v nordijski kombinaciji, ki je postala edina panoga, v kateri ženske ne tekmujejo na olimpijskih igrah. V sezoni 2014/15 je FIS tako prvič priredil cikel tekmovanj za dekleta, in sicer mladinski pokal FIS. V sezoni 2017/18 je zaživel celinski pokal za ženske, avgusta 2018 so ženske prvič tekmovale za poletno veliko nagrado, leta 2019 pa je ženska nordijska kombinacija postala del svetovnega mladinskega prvenstva. Prva mladinska svetovna prvakinja v nordijski kombinaciji je postala Japonka Ayane Miyazaki. Največja prelomnica za ženske v nordijski kombinaciji pa je zagotovo sezona 2020/21, v kateri je zaživel svetovni pokal za ženske ter so ženske prvič tekmovale v okviru svetovnega prvenstva v nordijskem smučanju. Zaradi pandemije in z njo povezanih ukrepov je premierni ženski svetovni pokal obsegal le eno posamično tekmovanje v Ramsauu (Avstrija), zmagovalka dneva in hkrati prva dobitnica kristalnega globusa je postala Američanka Tara Geraghty-Moats. Druga sezona ženskega svetovnega pokala (2021/2022) je obsegala 8 izvedenih individualnih tekmovanj v 5 krajih (tekmovanji v Planici sta bili odpovedani), dobitnica kristalnega globusa je postala Norvežanka Gyda Westvold Hansen, ki je leta 2021 postala tudi prva svetovna prvakinja v nordijski kombinaciji. Norvežanke pa so na prvem svetovnem prvenstvu, podobno kot v začetkih moških tekmovanj, zasedle celoten oder za zmagovalke.
Ženska tekmovanja v nordijski kombinaciji so še vedno v fazi razvoja. Načrti za prihodnost trenutno obsegajo povečanje obsega svetovnega pokala ter uvrstitev v program olimpijskih iger. V programu svetovnega prvenstva v Planici leta 2023 je poleg posamične preizkušnje že potrjena tudi mešana ekipna tekma. Največji izziv ostaja uvrstitev v program zimskih olimpijskih iger. Mednarodni olimpijski komite je o uvrstitvi ženskih tekmovanj v program zimskih olimpijskih iger leta 2026 odločal poleti 2022, vendar predloga ni odobril. Mednarodna smučarska zveza pa si prizadeva tudi za povečanje interesa za nordijsko kombinacijo in privabitev večjega števila tekmujočih držav.